# Naregal
Naregal är en ort i Indien.   Den ligger i distriktet Gadag och delstaten Karnataka, i den södra delen av landet, 1 500 km söder om huvudstaden New Delhi. Naregal ligger 642 meter över havet och antalet invånare är 17 403.
Terrängen runt Naregal är platt. Runt Naregal är det ganska tätbefolkat, med 222 invånare per kvadratkilometer. Närmaste större samhälle är Ron, 16,1 km nordväst om Naregal. Trakten runt Naregal består till största delen av jordbruksmark.